# Sylvester András
Sylvester András (Mezőtúr, 1928. április 5. – 2004. augusztus 15.) főszerkesztő.

## Élete
1951-ben az Eötvös Loránd Tudományegyetem Bölcsészettudományi Karán végzett, magyar-filozófia szakon.
Tanárként került a televízióba, majd főszerkesztő lett a Közművelődési Főosztályon.
Egy interjúban mondta:

„„egyáltalán nem szerettem én a mindenhez értő újságíró típust. Tehát én arra törekedtem, hogy minden területen olyan szakemberek kerüljenek be, tehát természettudományba olyan, aki ért a fizikához, élettudományhoz, társadalomtudományba a történelemhez, szociológiához, pszichológiához, képzőművészetnél építészethez satöbbi, tehát egy szakrendszert alakítsunk ki. Ennek az volt az előnye, hogy partnerek tudtak lenni és ismerték a szakmát… ”

– Sylvester András

Az általa vezetett főosztályon készült a Delta című tudományos magazin, mely évtizedeken keresztül a televízió egyik legnépszerűbb műsora volt. Rendszeresen jelentkező műsor volt többek között Bokor Péter műsora, Századunk címmel.
Sylvester András nevéhez fűződik a huszadik századi magyar reformkor műsorának, a Tudósklubnak a megalapítása. A szerkesztőség nagyon sikeres műsora volt a Jogi esetek, melynek minden adása egy-egy eset kapcsán jogi ismereteket nyújtott.
Czeizel Endre vezette be a magyar közönséget a születés titkaiba, ez is a Közművelődési Főosztályon készült.  Rockenbauer Pál Másfélmillió lépés Magyarországon című sorozatát a Sylvester által vezetett szerkesztőség kamerái kísérték nyomon.
Itt indult Vágó István televíziós műsorvezető pályafutása, aki a rendszerváltást követően is hű maradt Sylvester szellemiségéhez.
A két évtized alatt létrejött műsorok alapján egy Nyitott Egyetemre való anyag gyűlt össze. Domján Dénes szerkesztette a TV Szabadegyetem 42 részét, melynek előadói között volt Czeizel Endre, Marx György, Venetianer Pál, Juhász Árpád, a külföldön élők közül Carl Sagan amerikai csillagász, Wigner Jenő Nobel-díjas magyar-amerikai fizikus és Rikitake japán professzor.
Sylvester András dokumentumfilmek készítésére a filmgyárral is jó kapcsolatot alakított ki, azonban később ez a kapcsolat vetett véget munkájának is.
A kor legkitűnőbb filmrendezőivel korszakos jelentőségű dokumentumfilm készült, mely a Don-kanyarba kikerült magyar katonák szenvedéstörténetét mutatta be a még élő, volt katonák elmondásában.

## Kitüntetések
- Kiváló Népművelő 1968
- Miniszteri dicséret 1970
- Munka Érdemrend ezüst fokozat 1973
- Nívódíj: TV Szabadegyetem 1977
- Kiváló munkáért 1981
- Nívódíj: „Kolostor és barikád” 1982
- TIT Aranykoszorús jelvény 1978, 1986
- Munka Érdemrend arany fokozat 1985